# لورنا كيبلاغات
لورنا كيبلاغات (بالهولندية: Lornah Kiplagat)‏ هي عداءة ماراثون ومسافات طويلة هولندية كينية ولدت في يوم 1 مايو 1974 في مقاطعة كيئو في كينيا، هاجرت في سنة 1999 إلى هولندا ونالت الجنسية الهولندية في سنة 2003 لتمثل بعدها هولندا في المنافسات الدولية، إختصت لورنا بسباقات الماراثون والسباقات الطويلة وشاركت بدورة الألعاب الأولمبية في 2004 و2008 و2012. أبرز إنجازاتها هو فوزها بالميدالية الذهبية في بطولة العالم للعدو الريفي 2007 في مومباسا في كينيا. أفضل رقم شخصي لها في سباق الماراثون هو 2:22:22 ساعة وهو الرقم القياسي الوطني لهولندا.

## روابط خارجية
- لورنا كيبلاغات على موقع الاتحاد الدولي لألعاب القوى (الإنجليزية)
- لورنا كيبلاغات على موقع اللجنة الأولمبية الدولية (الإنجليزية)
- لورنا كيبلاغات على موقع أوليمبيديا (الإنجليزية)